# キサラギGOLD★STAR
『キサラギGOLD★STAR』（キサラギゴールドスター）は2010年10月29日にSAGA PLANETSより発売された18禁恋愛アドベンチャーゲームである。SAGA PLANETSの16作目。2013年9月5日にPlayStation Portable移植版である『キサラギGOLD★STAR -NONSTOP GO GO!!-』がGN Softwareより発売された。

## ストーリー
秋桜（こすもす）荘に住む新田二見には仲の良い幼なじみ達がおり、皆お揃いの不思議な腕輪を持っていた。
二見以外の幼なじみ達は更衣学院のアイドル的存在で、歌やピアノの才能が認められて特待生になった経緯を持つが、皆生活力に少々問題があるため、二見に面倒を見てもらってきた。
十五夜と時を同じくして学祭が行われることになり、幼なじみ達はその主役に抜擢されるがどうも調子がおかしく、不思議な腕輪から時間がない事を告げられ、彼女達の不安は加速した。二見は彼女達を助けようと奔走しながら自分の夢を思い出す。

## 登場人物
声 - PC版 / PSP版
新田 二見（にった ふたみ）
主人公。私立更衣学院に通うごく普通の男子生徒。同じ学校に通う妹「いちか」や子供の頃からの付き合いである「沙弥」「翼」「命」「瞳」と共に「秋桜荘」という名の長屋で暮らしており、幼馴染たちの中ではお母さん役とも言うべき存在。趣味は盆栽。他の5人とは違ってこれといった特徴が無いように見えるが実は…。
遠藤 沙弥（えんどう さや）
声 - 結衣菜 / 小嶋めい
身長 - 156cm / 3サイズ - B82/W56/H81
二見の幼馴染でクラスメイトの少女。歌とギターが得意で学院の声楽科に半年前特待生として編入した。明るく活発で少し腕白なところがあり、二見にとってはよき相棒。皆に幸せを届けたいという想いから歌手を目指している。自分のことを「わっし」、二見のことを「ふーみん」と呼ぶ。
羽音々 翼（はおとね つばさ）
声 - 桃木友梨 / 吉住梢
身長 - 166cm / 3サイズ - B85/W56/H85
沙弥と同じく二見の幼馴染でクラスメイト。ピアノの弾くのが得意で学院の奏楽科に特待生として編入した。上品でおしとやかに見えるが実はかなりの腹黒で二見のことを独り占めしたいと思っている。二見のことは「ふーくん」と呼ぶ。二見たちからは「よう」というあだ名で呼ばれることも多い。
新田 いちか（にった いちか）
声 - 佐本二厘 / （同左）
身長 - 151cm / 3サイズ - B79/W54/H77
二見の妹。幼いころは体が弱く、病気がちだったが現在は健康でスポーツが得意。学院には剣道の特待生として入学した。二見のことは「ふたにぃ」と呼ぶ。子供っぽいところがあり、時々自分のことを「いちかちゃん」と呼ぶ。
藤丸 命（ふじまる みこと）
声 - 星咲イリア / 咲乃藍里
身長 - 161cm / 3サイズ - B87/W55/H83
二見の幼馴染でクラスメイトの少女。絵を描くことが得意で学院の美術科に特待生として編入した。観察してはスケッチする習慣があり、他者の笑顔が好きだが、笑顔を凝視する際に睨むような顔つきになるため、近寄りがたい雰囲気を漂わせてしまうが、実際は古風ながらも上品な人物。
二見のことは「二見」と呼ぶ。「まーくん」という名のオコジョをいつも連れている。
流川 瞳（ながれかわ ひとみ）
声 - 相馬ユウタ / （同左）
二見の幼馴染でクラスメイト。「瞳」という女のような名前の少年。ハンサムな顔だちで女子からとても人気がある。服飾デザイナーを育成する美装科の特待生。翼とはいとこ同士。二見とは名前が似たような感じだったことがきっかけで、今の関係が始まった。
幼少時の経験から二見以外の男性が苦手になった経緯を持つ。
富良峰 英子（ふらみね えいこ）
声 - 涼森ちさと / すずきけいこ
学院の生徒会の副会長を務める女子生徒。このほかにも風紀委員長、月詠祭実行委員長、剣道部と飼育部の部長も務める。規律にとても厳しく、羽目を外しやすい沙弥を敵視している。
フラミンゴとあだ名をつけられるのが大嫌い。
蓬田 奈々子（よもぎだ ななこ）
声 - 田中美智 / （同左）
二見たちの近所に住むお姉さん。音楽大学を卒業後、実家の喫茶店「イスタンブール」を手伝っている。
霧島 冬理（きりしま とうり）
声 - 雪都さお梨 / 深田愛衣
更衣学院の1年生女生徒。「～ですの」といった上品な話し方をする。
岡部 早苗（おかべ さなえ）
声 - 西野みく / 大久保藍子
学院で二見のクラスの担任を務める教師。奈々子と同じ音大の出身で、声楽科の特別顧問でもある。何か思うところがあり、二見たちのことを気にしている。
稲垣 梅子（いながき うめこ）
声 - ヒマリ / （未定）
翼と同じ奏楽科の特待生である2年生。他者に対して素直になれずにいる。努力で特待生になった経緯を持ち、対照的なタイプの翼に対抗している。
藤堂 桂子（ふじどう けいこ）
声 - 五行なずな / （未定）
いちかと同じ剣道部に所属する1年生の特待生。才能はあるが病弱。
田辺 葉月（たなべ はづき）
声 - 海みちる / （未定）
沙弥と同じ声楽科に在籍する2年生。恋愛にあこがれており、少女マンガを愛読している。
久遠 三日（くおん みか）
声 - 春乃伊吹 / 南川のりこ
声楽科の1年生で、先輩である沙弥を慕っている。いわゆる不思議系。
PSP版では攻略対象ヒロインに昇格した。
兵部 中（ひょうぶ あたる）
声 - 大島遊二 / （未定）
二見のクラスメイト。眼鏡を掛けた少年。

## 用語
秋桜荘（こすもすそう）
二見たちが暮らしている長屋。「姫見町」という町にある。
私立更衣学院（しりつきさらぎがくいん）
二見たちが通っている伝統的な名門校。「高西町」という町に建っている。普通科の他に、声楽科・奏楽科・美術科・美装科の4学科が設けられている。
月詠祭（つきよみさい）
更衣学院で毎年秋に開催される文化祭。学外から多くの著名人が訪れる。
イスタンブール
奈々子の実家が営んでいる喫茶店。二見たちがここでバイトをすることもある。名の由来はトルコの同名都市。
腕輪
二見、沙弥、翼、いちか、命、瞳の6人が幼いころから持っている謎の腕輪。いつどのようにして手に入れたのかは6人とも覚えていない。丸い石が埋め込まれており、その石は時々不思議な光を放つ。

## 主題歌
オープニングテーマ「Rolling Star☆彡」
作詞 - KOTOKO / 作曲・編曲 - 井内舞子 / 歌 - Larval Stage Planning
挿入歌「as always」
作詞・作曲・編曲 - 樋口秀樹 / 歌 - WHITE-LIPS
挿入歌「狼男が恋をした」
作曲・編曲 - 竹下智博 / 歌 - 結衣菜
エンディングテーマ「Like a star」
作曲・編曲 - Yack. / 作詞・歌 - 茶太

## 反響
本作は、『Getchu.com』の月間げっちゅ投票「このゲームはプレイしとけ!」では2010年10月作品の2位に選ばれた。また、『Getchu.com』の「美少女ゲーム大賞2012」では総合部門で15位、ミュージック部門で7位、ムービー部門で12位に選ばれた。
ヒロインの羽音々 翼は、『Getchu.com』の「美少女ゲーム大賞2010」ではキャラクター部門で12位に、『BugBug』の「2010年読者が選ぶ美少女ゲーム年間ランキング」ではキャラクター部門で39位に選ばれた。
PSPへの移植版である『キサラギGOLD★STAR -NONSTOP GO GO!!-』は、発売日である2013年9月5日から2013年12月29日の間に4,809本販売された。

### 批評
『ファミ通』2013年9月12日号にて『キサラギGOLD★STAR -NONSTOP GO GO!!-』のレビューが掲載された。4人のレビュアーがそれぞれ8, 8, 6, 7点をつけ、40点満点中29点を得た。物語や会話のテンポの良さを複数のレビュアーから指摘され、学園生活の描写が魅力的で物語の序盤は仲間との絆が感じられると評価された。ただし、個別ルート突入後は他のキャラの出番が少なくなる点が惜しいとの指摘がなされた。音楽に関しては、沙弥ルートでの挿入歌が癖になるほどよく必聴な曲だとの意見や、BGMがストーリーを盛り上げる、病み付きになるBGMがあるとの意見があった。

## 関連商品

### CD
Rolling Star☆彡
ゲームOPテーマ「Rolling Star☆彡」のフルバージョンが収録されたマキシシングル。ゲーム発売前の2010年7月23日にI'veより発売された。ジャケットイラストは遠藤沙弥。先着特典として『KISARAGIシークレットディスク』が付属された。
キサラギGOLD★STAR SPECIAL SOUNDTRACK
ゲームソフトの予約キャンペーン特典。ゲーム主題歌の「Rolling Star☆彡」「as always」「Like a star」のショートバージョンを含め、ゲームBGMが29曲収録されたサウンドトラック。ジャケットイラストはゲームのパッケージ画像と同一。
キサラギGOLD★STAR Story Song Collection
2010年末開催の「コミックマーケット79」にて販売された「C79サガプラ『キサラギGOLD★STAR』セット」（3000円）に封入。挿入歌「as always」「狼男が恋をした」とEDテーマ「Like a star」のフルバージョンが収録されている。ジャケットイラストは羽音々翼。2012年3月に一般発売。　

### 書籍
キサラギGOLD★STAR ビジュアルファンブック
ゲームのイラスト集兼設定資料集。2011年1月26日に2800円で発売された。ISBN 978-4-86379-120-6。表紙イラストは沙弥と翼。
SAGA PLANETS 四季シリーズ All Season Art Works
SAGA PLANETS 四季シリーズの画集。2011年12月24日に2800円で発売された。ISBN 978-4-86436-206-1。
キサラギGOLD★STAR パラダイムノベルズ
パラダイムから2011年3月31日に903円で発売されたノベライズ版。沙弥の攻略ルートをもとに書かれている。著者は魅依夢。ISBN 978-4-89490-992-2。
キサラギGOLD★STAR 白き翼のエンジェル SELEN NOVELS
一迅社から2013年10月31日に890円で発売されたノベライズ版。翼の攻略ルートをもとに書かれている。著者は二階堂安芸。ISBN 978-4-75804-489-9。